# Acanthixalinae
Acanthixalinae – monotypowa podrodzina płazów bezogonowych z rodziny sitówkowatych (Hyperoliidae).

## Zasięg występowania
Podrodzina obejmuje gatunki występujące w lasach deszczowych Wybrzeża Kości Słoniowej, południowo-wschodniej Nigerii i Kamerunu do północno-wschodniej części Demokratycznej Republiki Konga i od Kamerunu na południe do skrajnie zachodniej części Demokratycznej Republiki Konga.

## Systematyka
Podrodzina została zdefiniowana w 2021 roku przez zespół herpetologów (Francuz Alain Dubois, Austriaczka Annemarie Ohler i Amerykanin Robert Alexander Pyron) w randze plemienia w obrębie podrodziny Hyperoliinae; w 2022 roku została podniesiona do rangi odrębnej podrodziny.
Rodzaj Acanthixalus zdefiniował w 1944 roku belgijski herpetolog Raymond Ferdinand Laurent w artykule poświęconym osteologii i systematyce afrykańskich nogolotko-podobnych, opublikowanym w czasopiśmie Revue de Zoologie et de Botanique Africaines. Gatunkiem typowym jest (oryginalne oznaczenie monotypowe) Acanthixalus spinosus.

### Etymologia
Acanthixalus: gr. ακανθα akantha ‘cierń, kolec’, od ακη akē ‘punkt’; ιξαλος ixalos ‘skaczący, zwinny’.

### Podział systematyczny
Do podrodziny należy jeden rodzaj z następującymi gatunkami:
- Acanthixalus sonjae Rödel, Kosuch, Veith & Ernst, 2003
- Acanthixalus spinosus (Buchholz & Peters, 1875)